# Fiat Tagliero
Fiat Tagliero est un bâtiment situé à Asmara, la capitale de l'Érythrée. C'est une station-service de style futuriste, achevé en 1938 et conçu par l'architecte italien Giuseppe Pettazzi. À cette époque, l'Afrique orientale italienne était une colonie italienne, l'Érythrée n'existait pas.

## Description
Initialement conçue comme une simple station-service, Pettazzi a réalisé un bâtiment qui ressemble à un avion. Le bâtiment se compose d'une tour centrale qui intègre l'espace de bureau, les caissiers et le magasin. La tour supporte une paire d'ailes en porte-à-faux de 15 m construite en béton armé et qui est structurellement non prise en charge. Bien que la conception originale soit de Petazzi, les autorités locales ont insisté pour que chaque aile soit soutenue par des piliers. Cela a été considéré comme un mythe local, jusqu'à ce que les plans d'origine soient retrouvés en 2001. Une autre légende urbaine dit que Pettazzi menaçait le constructeur principal de le tuer avec un revolver s'il ne retirait pas les piliers. Enfin, les piliers ont été retirés et les ailes sont restées stables jusqu'à aujourd'hui.
Le bâtiment est encore structurellement solide. Il n'a pas été endommagé pendant les nombreux conflits qui ont affecté la Corne de l'Afrique au cours du XXe siècle. Il a été restauré en 2003 et est classé en catégorie I en Érythrée. Cela signifie qu'il doit être préservé dans son état original. 
Le bâtiment appartient actuellement à la compagnie Royal Dutch Shell.

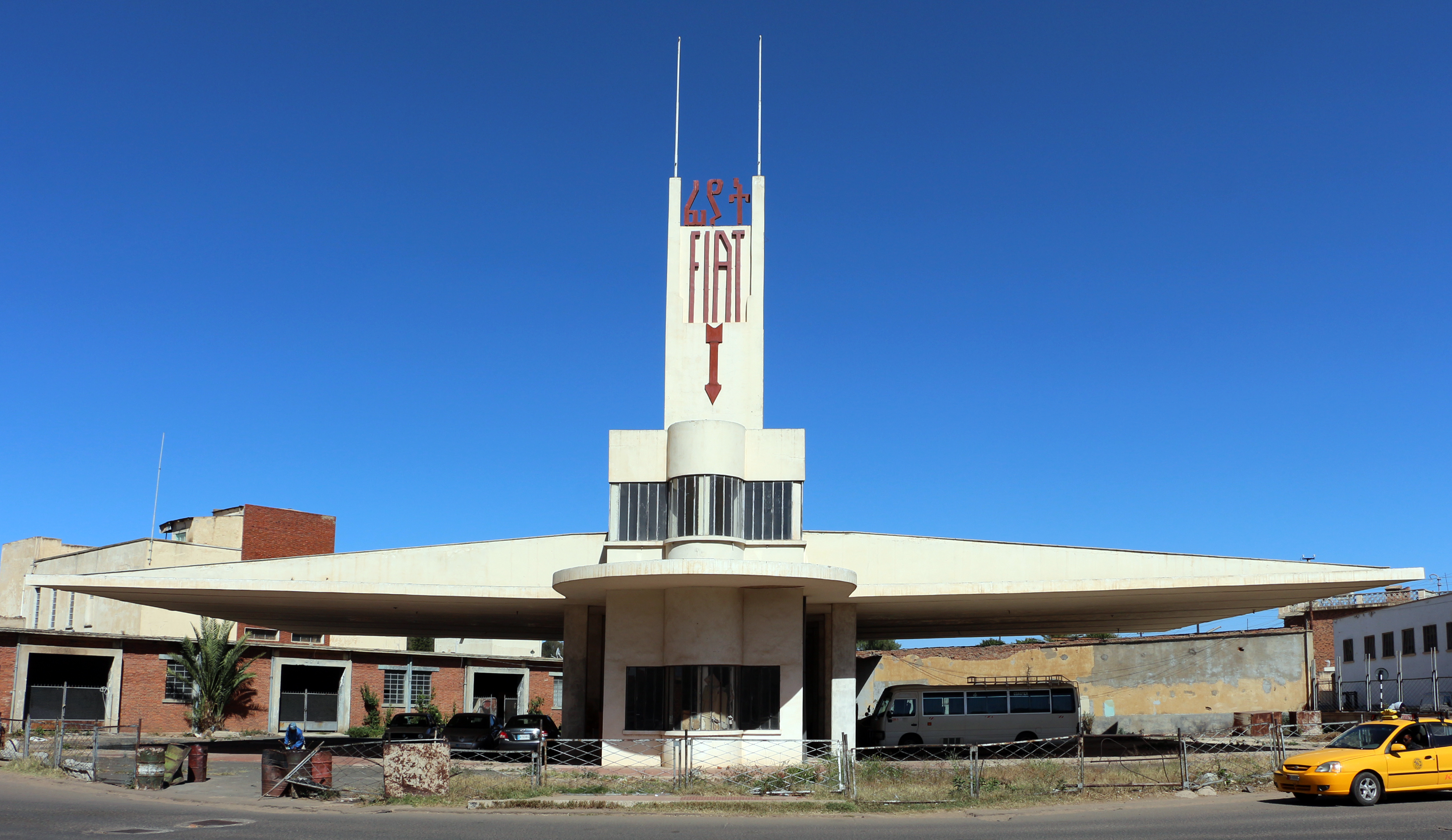
Fiat Tagliero à Asmara.
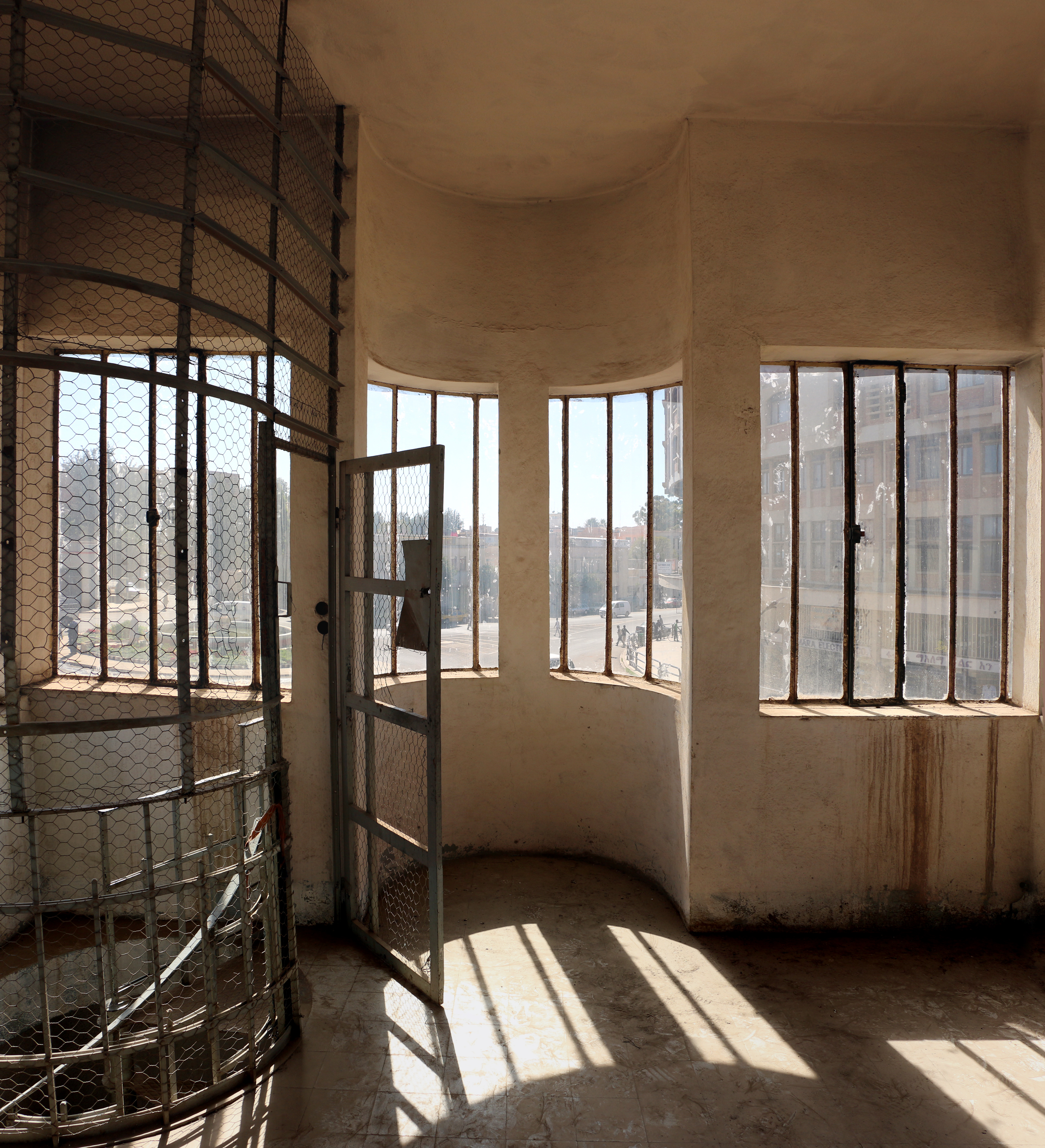
Interieur.